# Péone
Péone település Franciaországban, Alpes-Maritimes megyében. Lakosainak száma 1079 fő (2022. január 1.). Péone Beuil, Guillaumes és Saint-Étienne-de-Tinée községekkel határos.

## Népesség
A település népességének változása:
| Lakosok száma | 515  | 535  | 528  | 799  | 1003 | 866  | 787  | 783  | 880  | 1079 |
|               | 1968 | 1982 | 1990 | 2006 | 2013 | 2015 | 2017 | 2019 | 2020 | 2022 |